# Tik Tak (Plopsaland Belgium)
Tik Tak (voorheen Kaatje zoekt Eendje en De Vaat) is een waterattractie in de Ketnet-zone van Plopsaland Belgium in het Belgische De Panne. Het is een bootvaartattractie van het type Free Flow Boat Ride van de bouwer MACK Rides.

## Verhaal
De attractie is gethematiseerd rond het Belgische kinderprogramma Tik Tak. Bezoekers gaan mee door een aflevering van Tik Tak waar er bewegene elementen zijn in de vorm van onder andere boeken (overblijfselen van het vorige thema, Kaatje zoekt Eendje).

## Geschiedenis

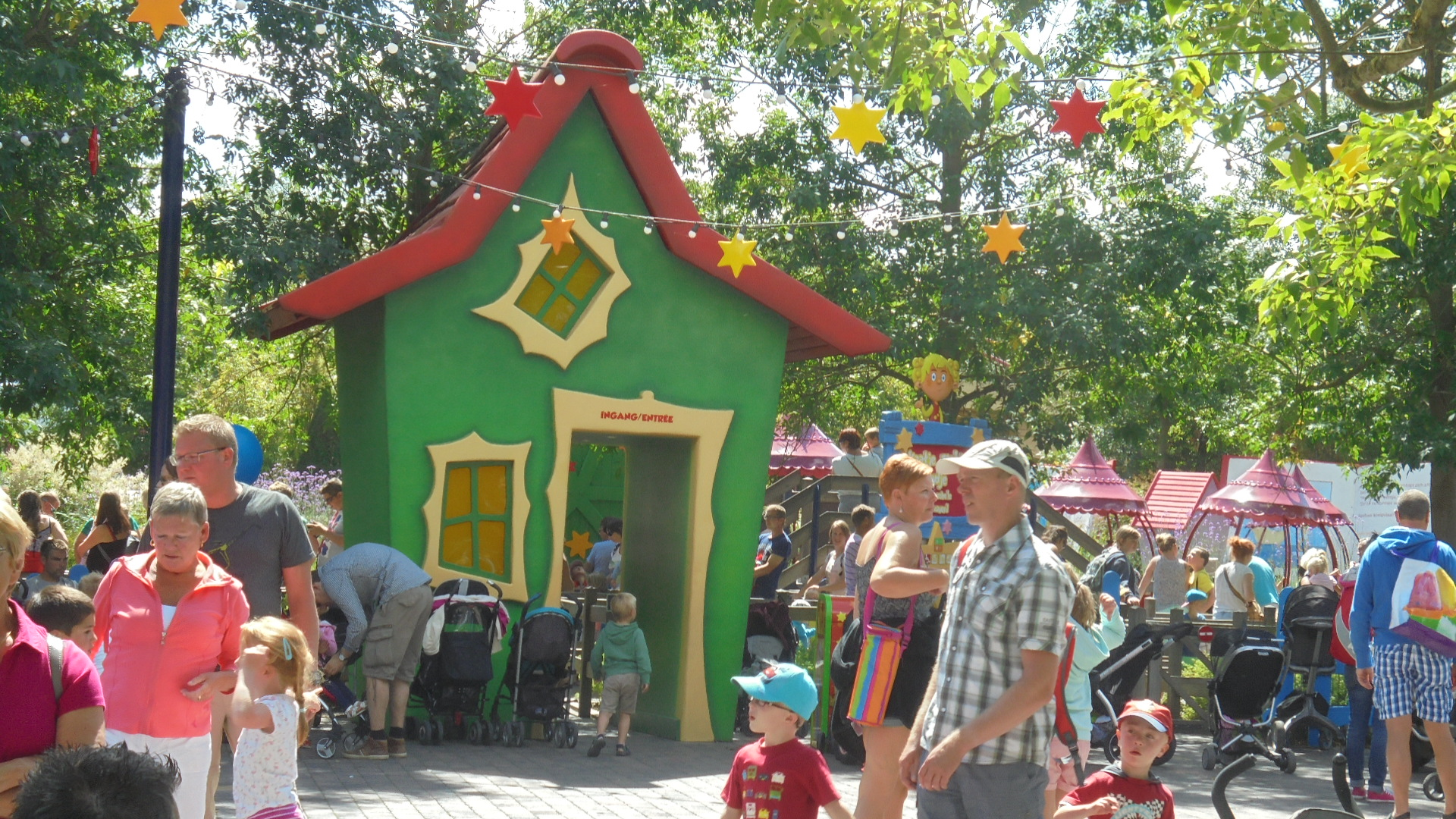
Ingang van de attractie met de Kaatje thematisering.

De attractie werd samen met het vernieuwde park op 28 april 2000 geopend.
Origineel heette de attractie De Vaat en was ze gethematiseerd naar de personages van de serie Wizzy en Woppy. Toen stonden ook verschillende poppen van desbetreffende personages rond de attractie en waren de bootjes blauwwit. Bezoekers stapten toen in aan de kant van de wachtrij, en stapten uit aan de andere kant. Vervolgens was er een brug over het station die de bezoekers naar de uitgang leidde.
In 2013 werd de Wizzy en Woppy-thematisering vervangen door het thema van Kaatje, werden de bootjes rood geverfd en aan de ingang werd een huisje toegevoegd. Ook werd de brug over het station verwijderd, waardoor sindsdien de bezoekers aan dezelfde kant in- en uitstappen. Samen met de vernieuwde Viktor's Race maakt de attractie nu deel uit van de nieuwe zone: de Wereld van Kaatje.
In mei 2022 werd het thema aangepast naar het televisieprogramma Tik Tak. De bootjes zijn nu verschillende, felle kleuren. Samen met de LikeMe Coaster maken ze nu deel uit van de Ketnet-zone.

## Trivia

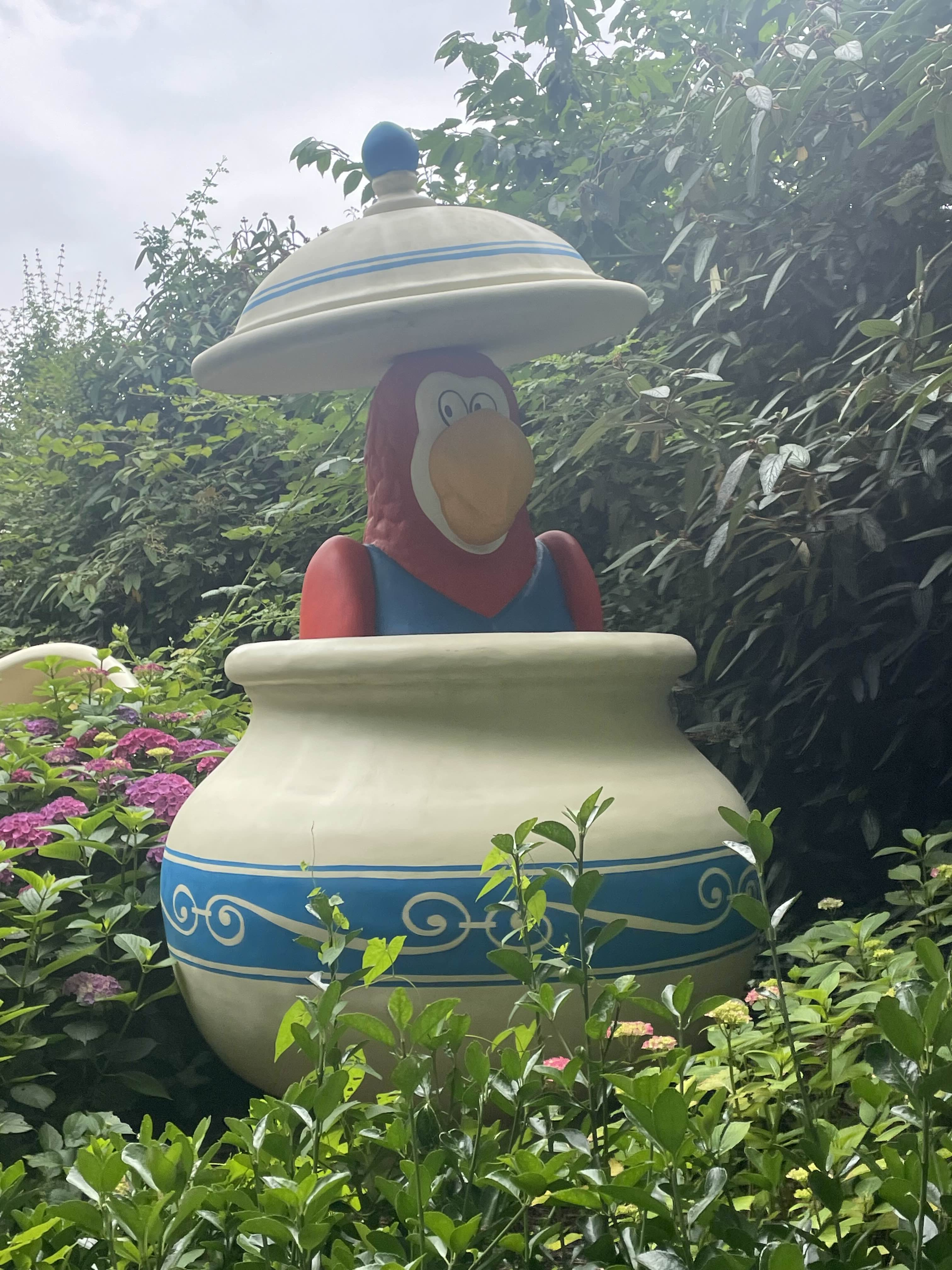
Kasha

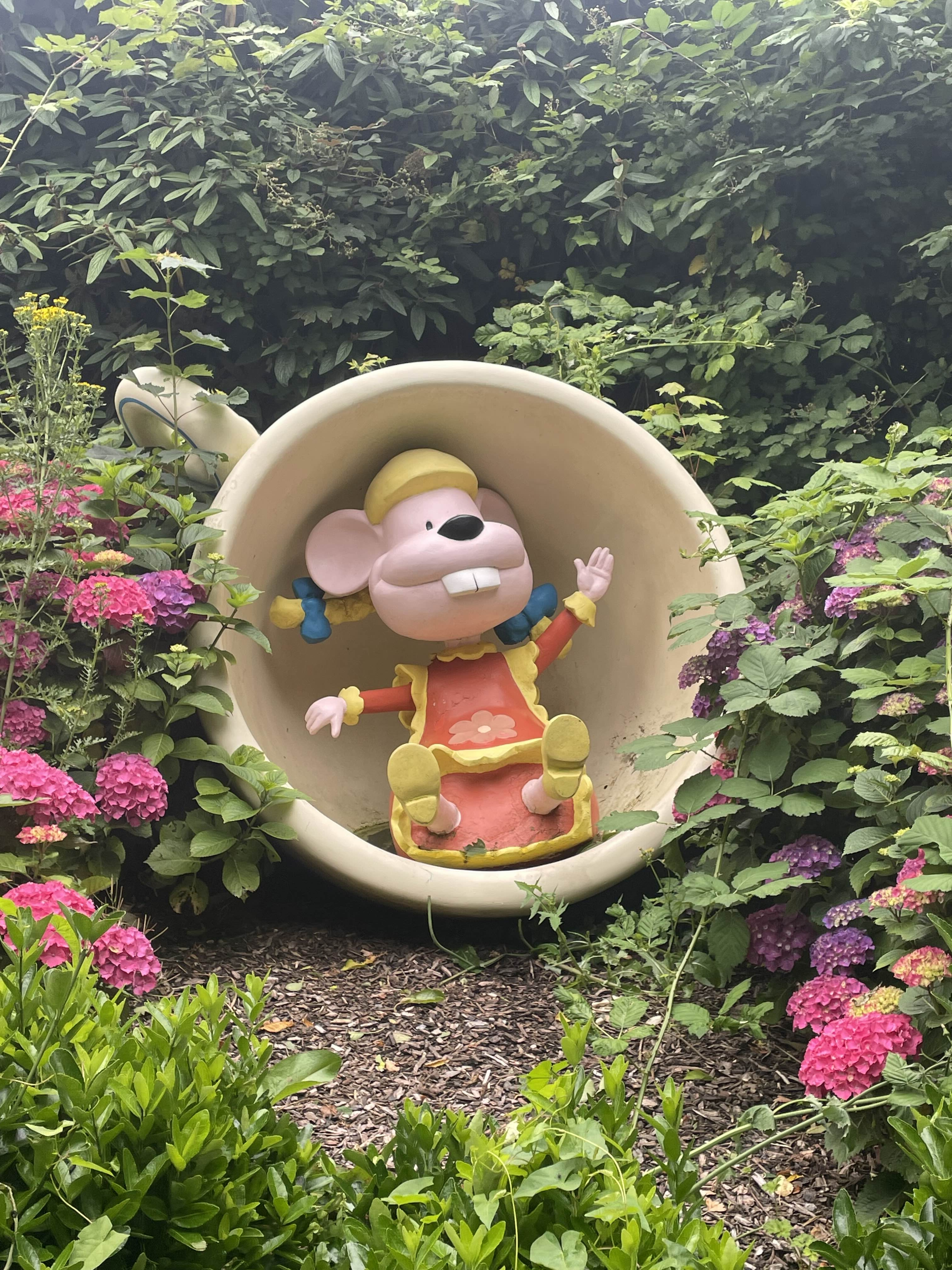
Wizzy

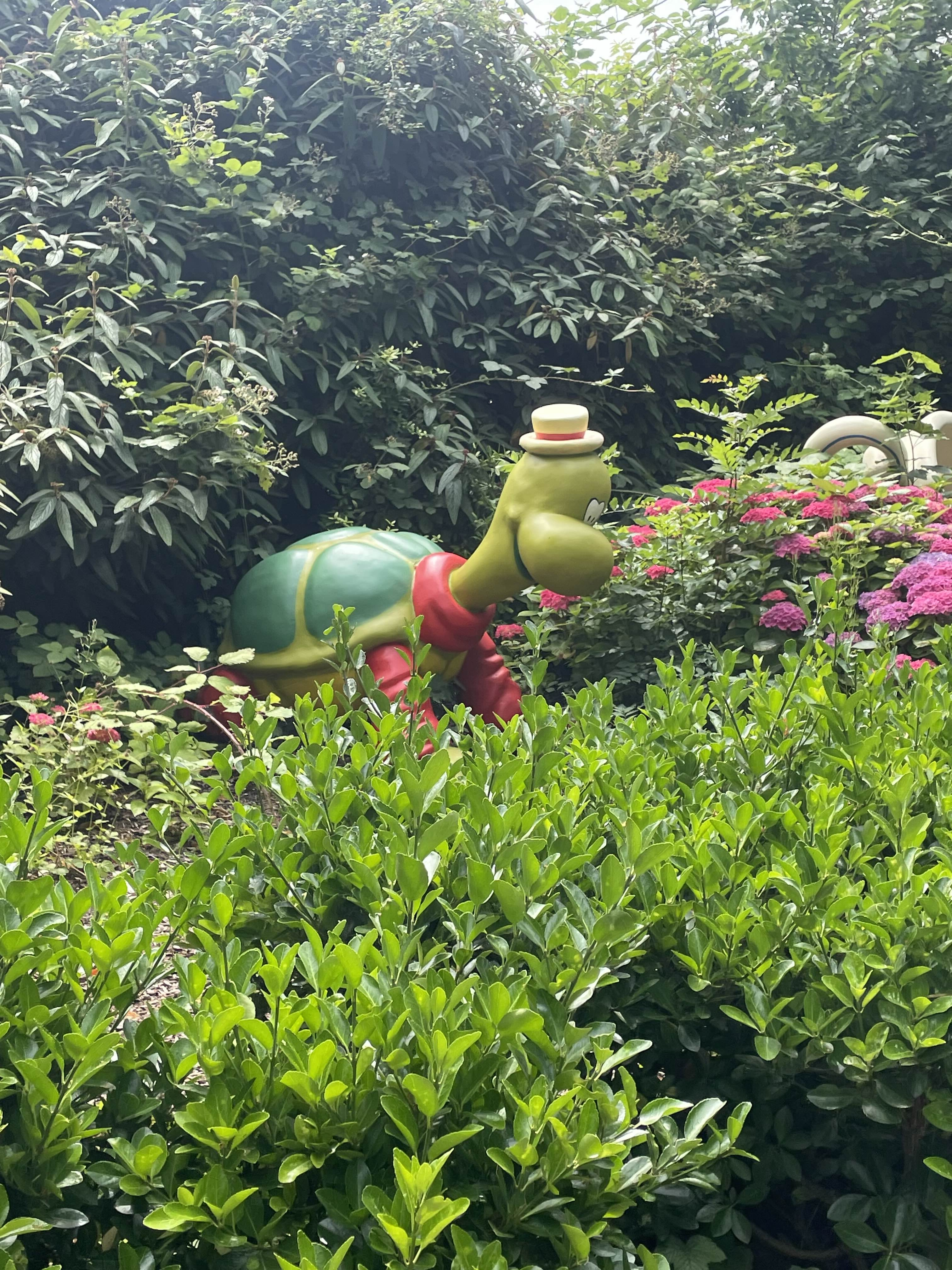
Dongo

- Het huisje dat als ingang gebruikt werd ten tijde van Kaatje zoekt Eendje staat momenteel ten westen van de LikeMe Coaster naast het pad richting de Nachtwacht-Flyer.
- Vele van de vroegere decoratiestukken uit de tijd van De Vaat van Wizzy en Woppy werden in 2013 verplaatst naar de Rollerskater. Deze werden verwijderd na het seizoen van 2018 bij het veranderen van thema van de achtbaan naar K3. Vandaag zijn enkele van deze decoratiestukken nog te vinden nabij het Verkeerspark. WoppyKashaWizzy Dongo

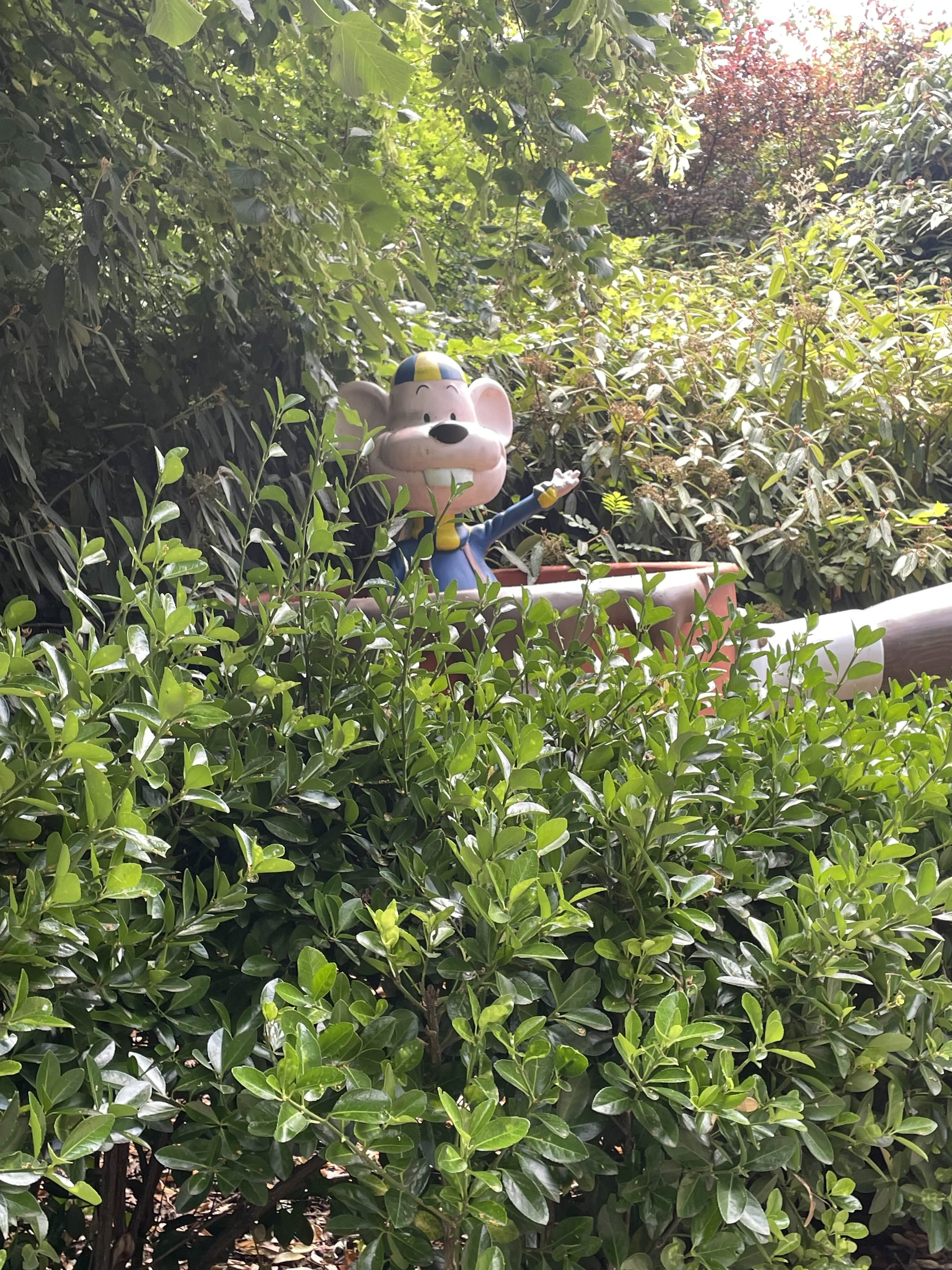
Woppy

Afbeeldingen